# Coppa del Mondo di sci di fondo 2003
La Coppa del Mondo di sci di fondo 2003 fu la ventiduesima edizione della manifestazione organizzata dalla Federazione Internazionale Sci; ebbe inizio il 26 ottobre 2002 a Düsseldorf, in Germania, e si concluse il 23 marzo 2003 a Falun, in Svezia. Nel corso della stagione si tennero in Val di Fiemme i Campionati mondiali di sci nordico 2003, non validi ai fini della Coppa del Mondo, il cui calendario contemplò dunque un'interruzione nel mese di febbraio.
In campo maschile furono disputate 21 gare individuali (6 a tecnica classica, 5 a tecnica libera, 8 sprint, 2 a inseguimento) e 6 delle 7 gare a squadre previste (4 staffette, 2 sprint a squadre), in 19 diverse località. Lo svedese Mathias Fredriksson si aggiudicò la coppa di cristallo, il trofeo assegnato al vincitore della classifica generale; suo fratello Thobias Fredriksson vinse la Coppa di sprint. Per Elofsson era il detentore uscente della Coppa generale.
In campo femminile furono disputate 21 gare individuali (6 a tecnica classica, 5 a tecnica libera, 8 sprint, 2 a inseguimento) e 6 delle 7 gare a squadre previste (4 staffette, 2 sprint a squadre), in 19 diverse località. La norvegese Bente Skari si aggiudicò la coppa di cristallo; la sua connazionale Marit Bjørgen vinse la Coppa di sprint. La Skari era la detentrice uscente della Coppa generale.
Venne anche disputata anche una gara a squadre mista (staffetta 2x5 km + 2x10 km).

## Uomini

### Risultati
| Data             | Località             | Nazione   | Spec.               | Primo                                                                         | Secondo                                                                             | Terzo                                                                        |
| ---------------- | -------------------- | --------- | ------------------- | ----------------------------------------------------------------------------- | ----------------------------------------------------------------------------------- | ---------------------------------------------------------------------------- |
| 26 ottobre 2002  | Düsseldorf           | Germania  | SP TL               | Peter Larsson                                                                 | Thobias Fredriksson                                                                 | Tor-Arne Hetland                                                             |
| 27 ottobre 2002  | Düsseldorf           | Germania  | TS TL               | annullata                                                                     | annullata                                                                           | annullata                                                                    |
| 23 novembre 2002 | Kiruna               | Svezia    | 10 km TL            | Vincent Vittoz                                                                | Pietro Piller Cottrer                                                               | Fulvio Valbusa                                                               |
| 24 novembre 2002 | Kiruna               | Svezia    | 4x10 km             | Italia I Giorgio Di Centa Fulvio Valbusa Pietro Piller Cottrer Cristian Zorzi | Norvegia I Kristen Skjeldal Anders Aukland Tor-Arne Hetland Thomas Alsgaard         | Germania Andreas Schlütter Axel Teichmann Tobias Angerer René Sommerfeldt    |
| 30 novembre 2002 | Kuusamo              | Finlandia | 15 km TC            | Vasilij Ročev                                                                 | Lukáš Bauer                                                                         | Axel Teichmann                                                               |
| 1º dicembre 2002 | Kuusamo              | Finlandia | MX 2x5 km + 2x10 km | Finlandia I Annmari Viljanmaa Ari Palolahti Pirjo Muranen Teemu Kattilakoski  | Finlandia II Kirsi Välimaa Kuisma Taipale Riitta-Liisa Roponen Sami Jauhojärvi      | Italia Gabriella Paruzzi Fulvio Valbusa Sabina Valbusa Pietro Piller Cottrer |
| 7 dicembre 2002  | Davos                | Svizzera  | 15 km TL            | Mathias Fredriksson                                                           | Vincent Vittoz                                                                      | Fulvio Valbusa                                                               |
| 8 dicembre 2002  | Davos                | Svizzera  | 4x10 km             | Norvegia II Anders Aukland Tore Bjonviken Tor-Arne Hetland Thomas Alsgaard    | Italia I Giorgio Di Centa Freddy Schwienbacher Pietro Piller Cottrer Cristian Zorzi | Norvegia I Odd-Bjørn Hjelmeset Frode Estil Kristen Skjeldal Espen Bjervig    |
| 11 dicembre 2002 | Clusone              | Italia    | SP TL               | Tor-Arne Hetland                                                              | René Sommerfeldt                                                                    | Anders Högberg                                                               |
| 14 dicembre 2002 | Cogne                | Italia    | 30 km TC MS         | Frode Estil                                                                   | Anders Aukland                                                                      | Mathias Fredriksson                                                          |
| 15 dicembre 2002 | Cogne                | Italia    | SP TC               | Tor-Arne Hetland                                                              | Lauri Pyykönen                                                                      | Jens Arne Svartedal                                                          |
| 19 dicembre 2002 | Linz                 | Austria   | SP TL               | Mikael Östberg                                                                | Thobias Fredriksson                                                                 | Cristian Zorzi                                                               |
| 21 dicembre 2002 | Ramsau am Dachstein  | Austria   | 20 km PU            | Axel Teichmann                                                                | Anders Södergren                                                                    | Tobias Angerer                                                               |
| 4 gennaio 2003   | Kavgolovo            | Russia    | 10 km TL            | René Sommerfeldt                                                              | Mathias Fredriksson                                                                 | Axel Teichmann                                                               |
| 5 gennaio 2003   | Kavgolovo            | Russia    | TS TL               | annullata                                                                     | annullata                                                                           | annullata                                                                    |
| 12 gennaio 2003  | Otepää               | Estonia   | SP TC               | annullata                                                                     | annullata                                                                           | annullata                                                                    |
| 12 gennaio 2003  | Otepää               | Estonia   | 30 km TC MS         | Jörgen Brink                                                                  | Anders Aukland                                                                      | Andrus Veerpalu                                                              |
| 18 gennaio 2003  | Nové Město na Moravě | Rep. Ceca | 15 km TL            | Lukáš Bauer                                                                   | Christian Hoffmann                                                                  | Per Elofsson                                                                 |
| 19 gennaio 2003  | Nové Město na Moravě | Rep. Ceca | 4x10 km             | Norvegia Anders Aukland Frode Estil Tore Ruud Hofstad Thomas Alsgaard         | Italia Giorgio Di Centa Fulvio Valbusa Cristian Zorzi Freddy Schwienbacher          | Germania Jens Filbrich Andreas Schlütter Tobias Angerer Andreas Stitzl       |
| 25 gennaio 2003  | Oberhof              | Germania  | 15 km TC MS         | Mathias Fredriksson                                                           | Reto Burgermeister                                                                  | Frode Estil                                                                  |
| 26 gennaio 2003  | Oberhof              | Germania  | TS TL               | Italia Giorgio Di Centa Cristian Zorzi                                        | Germania René Sommerfeldt Tobias Angerer                                            | Norvegia Jens Arne Svartedal Thomas Alsgaard                                 |
| 12 febbraio 2003 | Reit im Winkl        | Germania  | SP TL               | Cristian Zorzi                                                                | Jörgen Brink                                                                        | Tobias Angerer                                                               |
| 14 febbraio 2003 | Asiago               | Italia    | TS TL               | Italia I Giorgio Di Centa Cristian Zorzi                                      | Germania I René Sommerfeldt Tobias Angerer                                          | Italia II Renato Pasini Freddy Schwienbacher                                 |
| 15 febbraio 2003 | Asiago               | Italia    | 10 km TC            | Andrus Veerpalu                                                               | Frode Estil                                                                         | Fulvio Valbusa                                                               |
| 6 marzo 2003     | Oslo                 | Norvegia  | SP TC               | Håvard Bjerkeli                                                               | Lauri Pyykönen                                                                      | Thobias Fredriksson                                                          |
| 8 marzo 2003     | Oslo                 | Norvegia  | 50 km TC            | Andrus Veerpalu                                                               | Anders Aukland                                                                      | Andrej Nutrichin                                                             |
| 11 marzo 2003    | Drammen              | Norvegia  | SP TC               | Jens Arne Svartedal                                                           | Keijo Kurttila                                                                      | Thobias Fredriksson                                                          |
| 16 marzo 2003    | Lahti                | Finlandia | 15 km TL            | Mathias Fredriksson                                                           | Lukáš Bauer                                                                         | Pietro Piller Cottrer                                                        |
| 20 marzo 2003    | Borlänge             | Svezia    | SP TL               | Thobias Fredriksson                                                           | Peter Larsson                                                                       | Cristian Zorzi                                                               |
| 22 marzo 2003    | Falun                | Svezia    | 20 km PU            | Mathias Fredriksson                                                           | Frode Estil                                                                         | Jörgen Brink                                                                 |
| 23 marzo 2003    | Falun                | Svezia    | 4x10 km             | Svezia Lars Carlsson Mathias Fredriksson Anders Södergren Jörgen Brink        | Italia I Giorgio Di Centa Fulvio Valbusa Pietro Piller Cottrer Cristian Zorzi       | Germania Jens Filbrich Andreas Schlütter René Sommerfeldt Axel Teichmann     |

Legenda:

TC = tecnica classica

TL = tecnica libera

SP = sprint

TS = sprint a squadre

PU = inseguimento

MS = partenza in linea

MX = staffetta mista

### Classifiche

#### Generale
| Pos. | Nome                | Nazione   | Punti |
| ---- | ------------------- | --------- | ----- |
| 1    | Mathias Fredriksson | Svezia    | 876   |
| 2    | René Sommerfeldt    | Germania  | 589   |
| 3    | Jörgen Brink        | Svezia    | 441   |
|      | Axel Teichmann      | Germania  | 441   |
| 5    | Lukáš Bauer         | Rep. Ceca | 429   |
| 6    | Frode Estil         | Norvegia  | 414   |
| 7    | Andrus Veerpalu     | Estonia   | 370   |
| 8    | Vincent Vittoz      | Francia   | 352   |
| 9    | Anders Aukland      | Norvegia  | 340   |
|      | Tor-Arne Hetland    | Norvegia  | 307   |

#### Sprint
| Pos. | Nome                | Nazione   | Punti |
| ---- | ------------------- | --------- | ----- |
| 1    | Thobias Fredriksson | Svezia    | 416   |
| 2    | Tor-Arne Hetland    | Norvegia  | 391   |
| 3    | Lauri Pyykönen      | Finlandia | 280   |
| 4    | Jörgen Brink        | Svezia    | 279   |
| 5    | Cristian Zorzi      | Italia    | 276   |

## Donne

### Risultati
| Data             | Località             | Nazione   | Spec.               | Prima                                                                                 | Seconda                                                                                 | Terza                                                                        |
| ---------------- | -------------------- | --------- | ------------------- | ------------------------------------------------------------------------------------- | --------------------------------------------------------------------------------------- | ---------------------------------------------------------------------------- |
| 26 ottobre 2002  | Düsseldorf           | Germania  | SP TL               | Marit Bjørgen                                                                         | Gabriella Paruzzi                                                                       | Anita Moen                                                                   |
| 27 ottobre 2002  | Düsseldorf           | Germania  | TS TL               | annullata                                                                             | annullata                                                                               | annullata                                                                    |
| 23 novembre 2002 | Kiruna               | Svezia    | 5 km TL             | Kristina Šmigun-Vähi Evi Sachenbacher-Stehle                                          |                                                                                         | Claudia Nystad                                                               |
| 24 novembre 2002 | Kiruna               | Svezia    | 4x5 km              | Norvegia Anita Moen Bente Skari Maj Helen Sorkmo Vibeke Skofterud                     | Germania Manuela Henkel Viola Bauer Evi Sachenbacher-Stehle Claudia Nystad              | Italia Magda Genuin Gabriella Paruzzi Arianna Follis Sabina Valbusa          |
| 30 novembre 2002 | Kuusamo              | Finlandia | 10 km TC            | Bente Skari                                                                           | Kristina Šmigun-Vähi                                                                    | Lilija Vasil'eva                                                             |
| 1º dicembre 2002 | Kuusamo              | Finlandia | MX 2x5 km + 2x10 km | Finlandia I Annmari Viljanmaa Ari Palolahti Pirjo Muranen Teemu Kattilakoski          | Finlandia II Kirsi Välimaa Kuisma Taipale Riitta-Liisa Roponen Sami Jauhojärvi          | Italia Gabriella Paruzzi Fulvio Valbusa Sabina Valbusa Pietro Piller Cottrer |
| 7 dicembre 2002  | Davos                | Svizzera  | 10 km TL            | Bente Skari                                                                           | Kristina Šmigun-Vähi                                                                    | Gabriella Paruzzi                                                            |
| 8 dicembre 2002  | Davos                | Svizzera  | 4x5 km              | Norvegia I Vibeke Skofterud Bente Skari Hilde Gjermundshaug Pedersen Maj Helen Sorkmo | Russia I Ol'ga Zav'jalova Lilija Vasil'eva Evgenija Medvedeva Nina Gavryljuk            | Germania Manuela Henkel Viola Bauer Evi Sachenbacher-Stehle Claudia Nystad   |
| 11 dicembre 2002 | Clusone              | Italia    | SP TL               | Marit Bjørgen                                                                         | Claudia Nystad                                                                          | Maj Helen Sorkmo                                                             |
| 14 dicembre 2002 | Cogne                | Italia    | 15 km TC MS         | Bente Skari                                                                           | Kristina Šmigun-Vähi                                                                    | Anita Moen                                                                   |
| 15 dicembre 2002 | Cogne                | Italia    | SP TC               | Bente Skari                                                                           | Marit Bjørgen                                                                           | Hilde Gjermundshaug Pedersen                                                 |
| 19 dicembre 2002 | Linz                 | Austria   | SP TL               | Pirjo Muranen                                                                         | Hilde Gjermundshaug Pedersen                                                            | Beckie Scott                                                                 |
| 21 dicembre 2002 | Ramsau am Dachstein  | Austria   | 10 km PU            | Bente Skari                                                                           | Marit Bjørgen                                                                           | Kristina Šmigun-Vähi                                                         |
| 4 gennaio 2003   | Kavgolovo            | Russia    | 5 km TL             | Kristina Šmigun-Vähi                                                                  | Sabina Valbusa                                                                          | Gabriella Paruzzi                                                            |
| 5 gennaio 2003   | Kavgolovo            | Russia    | TS TL               | annullata                                                                             | annullata                                                                               | annullata                                                                    |
| 12 gennaio 2003  | Otepää               | Estonia   | SP TC               | annullata                                                                             | annullata                                                                               | annullata                                                                    |
| 12 gennaio 2003  | Otepää               | Estonia   | 15 km TC MS         | Bente Skari                                                                           | Kristina Šmigun-Vähi                                                                    | Kaisa Varis                                                                  |
| 18 gennaio 2003  | Nové Město na Moravě | Rep. Ceca | 10 km TL            | Bente Skari                                                                           | Gabriella Paruzzi                                                                       | Kristina Šmigun-Vähi                                                         |
| 19 gennaio 2003  | Nové Město na Moravě | Rep. Ceca | 4x5 km              | Germania I Viola Bauer Manuela Henkel Claudia Nystad Evi Sachenbacher-Stehle          | Norvegia I Anita Moen Marit Bjørgen Kristin Størmer Steira Hilde Gjermundshaug Pedersen | Finlandia I Kirsi Välimaa Aino-Kaisa Saarinen Elina Hietamäki Kaisa Varis    |
| 25 gennaio 2003  | Oberhof              | Germania  | 10 km TC MS         | Bente Skari                                                                           | Hilde Gjermundshaug Pedersen                                                            | Kaisa Varis                                                                  |
| 26 gennaio 2003  | Oberhof              | Germania  | TS TL               | Norvegia Anita Moen Hilde Gjermundshaug Pedersen                                      | Germania II Claudia Nystad Manuela Henkel                                               | Germania III Viola Bauer Stefanie Böhler                                     |
| 12 febbraio 2003 | Reit im Winkl        | Germania  | SP TL               | Marit Bjørgen                                                                         | Evi Sachenbacher-Stehle                                                                 | Sabina Valbusa                                                               |
| 14 febbraio 2003 | Asiago               | Italia    | TS TL               | Germania II Claudia Nystad Evi Sachenbacher-Stehle                                    | Russia II Alëna Sid'ko Natal'ja Korostelëva                                             | Italia I Karin Moroder Arianna Follis                                        |
| 15 febbraio 2003 | Asiago               | Italia    | 5 km TC             | Bente Skari                                                                           | Beckie Scott                                                                            | Ol'ga Zav'jalova                                                             |
| 6 marzo 2003     | Oslo                 | Norvegia  | SP TC               | Bente Skari                                                                           | Manuela Henkel                                                                          | Kirsi Välimaa                                                                |
| 8 marzo 2003     | Oslo                 | Norvegia  | 30 km TC            | Bente Skari                                                                           | Annmari Viljanmaa                                                                       | Aino-Kaisa Saarinen                                                          |
| 11 marzo 2003    | Drammen              | Norvegia  | SP TC               | Bente Skari                                                                           | Manuela Henkel                                                                          | Virpi Kuitunen                                                               |
| 16 marzo 2003    | Lahti                | Finlandia | 10 km TL            | Gabriella Paruzzi                                                                     | Ol'ga Zav'jalova                                                                        | Bente Skari                                                                  |
| 20 marzo 2003    | Borlänge             | Svezia    | SP TL               | Bente Skari                                                                           | Beckie Scott                                                                            | Marit Bjørgen                                                                |
| 22 marzo 2003    | Falun                | Svezia    | 10 km PU            | Bente Skari                                                                           | Evi Sachenbacher-Stehle                                                                 | Ol'ga Zav'jalova                                                             |
| 23 marzo 2003    | Falun                | Svezia    | 4x5 km              | Germania I Manuela Henkel Viola Bauer Claudia Nystad Evi Sachenbacher-Stehle          | Norvegia I Anita Moen Hilde Gjermundshaug Pedersen Kristin Størmer Steira Bente Skari   | Italia Sabina Valbusa Gabriella Paruzzi Antonella Confortola Arianna Follis  |

Legenda:

TC = tecnica classica

TL = tecnica libera

SP = sprint

TS = sprint a squadre

PU = inseguimento

MS = partenza in linea

MX = staffetta mista

### Classifiche

#### Generale
| Pos. | Nome                         | Nazione  | Punti |
| ---- | ---------------------------- | -------- | ----- |
| 1    | Bente Skari                  | Norvegia | 1392  |
| 2    | Kristina Šmigun-Vähi         | Estonia  | 834   |
| 3    | Gabriella Paruzzi            | Italia   | 713   |
| 4    | Evi Sachenbacher-Stehle      | Germania | 667   |
| 5    | Hilde Gjermundshaug Pedersen | Norvegia | 543   |
| 6    | Marit Bjørgen                | Norvegia | 508   |
| 7    | Claudia Nystad               | Germania | 446   |
| 8    | Sabina Valbusa               | Italia   | 427   |
| 9    | Beckie Scott                 | Canada   | 407   |
| 10   | Anita Moen                   | Norvegia | 398   |

#### Sprint
| Pos. | Nome           | Nazione   | Punti |
| ---- | -------------- | --------- | ----- |
| 1    | Marit Bjørgen  | Norvegia  | 485   |
| 2    | Bente Skari    | Norvegia  | 410   |
| 3    | Pirjo Muranen  | Finlandia | 292   |
| 4    | Manuela Henkel | Germania  | 276   |
| 5    | Anita Moen     | Norvegia  | 263   |